# François-Louis Auvity
Pour les articles homonymes, voir Auvity.
François-Louis Auvity, né le 9 janvier 1874 et mort le 15 février 1964 à Germigny-l'Exempt (Cher) est un ecclésiastique français. Il est évêque de Mende durant la seconde Guerre mondiale où il s'est distingué par une collaboration zélée avec l'Occupant nazi.

## Biographie
François-Louis Auvity naît le 9 janvier 1874 à Germigny-l'Exempt (Cher), dans une famille modeste (son père est maçon et sa mère ménagère). Il publiera, en 1932, une monographie paroissiale consacrée à son village natal.
Entré dans la Compagnie des prêtres de Saint-Sulpice, Auvity est ordonné prêtre le 27 mai 1899. Il est professeur d’apologétique, successivement aux séminaires de Rodez (1899-1905), Bordeaux (1905-1909), Bourges (1909-1924) et obtient le canonicat en 1919. En octobre 1924, l'archevêque de Bourges Martin-Jérôme Izart le choisit comme vicaire général, fonction qu'il cumule avec celle de directeur de l'Enseignement libre et de directeur de l'Œuvre des Vocations. Le 6 juillet 1933, Izart obtient la consécration d'Auvity comme évêque auxiliaire de Bourges avec le titre d'évêque in partibus de Sarepte (de). À la mort de l'archevêque de Bourges, il sera encore vicaire capitulaire pendant les quelques mois précédant la nomination de Louis-Joseph Fillon.
A la différence d'une majorité des prélats de sa génération qui combattirent pendant la Première Guerre mondiale, Auvity obtient d'être réformé en raison d'une hernie ventrale "non pathologique". En 1914, il est versé à l'arrière dans la 8e section territoriale d'infirmiers militaires basée à Dijon. En 1917, année charnière de la guerre qui ébranla durement l'armée française, Auvity obtient un sursis pour se dégager de ses obligations d'infirmier et reprendre ses cours.
Le 15 août 1937, Auvity est nommé évêque de Mende. Son épiscopat est alors marqué par la Seconde Guerre mondiale. Admirateur du maréchal Pétain, il considère comme un moindre mal l'armistice et se réjouit des pleins pouvoirs accordés au maréchal. Il ne s'oppose donc pas au régime de Vichy. Même après l'invasion de la Zone libre par les troupes allemandes, le 11 novembre 1942, alors que Pétain n'est plus maître d'une situation entièrement contrôlée par les Nazis, Auvity insiste, dans la Semaine catholique de Mende sur le devoir d'obéissance des catholiques envers le pouvoir civil: "les sujets, écrit-il, ont le devoir de se soumettre à toute autorité légitime, puisque l'autorité légitime vient de Dieu". Le mercredi 24 février 1943, par l'intermédiaire de la Croix de la Lozère, organe de presse officiel et "voix militante" de l'évêché, Auvity procède à un premier rappel que le Service du travail obligatoire est un "devoir". Puis, le 2 juillet 1943, il publie une lettre dans La quinzaine catholique du Gévaudan en faveur du S.T.O. qui se conclut par: "votre intérêt et la sagesse demandent que vous partiez."
Du fait de son attitude clairement collaborationniste, il est arrêté par les Forces françaises de l'intérieur du maquis de Haute-Lozère le 20 août 1944. Sa démission de sa charge d'évêque est exigée par le Conseil national de la Résistance et le gouvernement provisoire du général de Gaulle, comme celles de trois autres prélats gravement compromis : Florent du Bois de la Villerabel, archevêque d'Aix-en-Provence, Henri-Édouard Dutoit, évêque d'Arras, et Roger Beaussart, archevêque auxiliaire de Paris.
Comme le rapporte le préfet Henri Cordesse dans ses mémoires,, pour soustraire Auvity à la vindicte populaire, les Forces françaises de l'intérieur sont obligées de l'abriter à l'Hôtel de Paris, siège de la Kommandantur sous l'Occupation. La garde est montée par des Arméniens de la Légion de l'Est délibérément choisis en raison de leur insensibilité aux réclamations de la population de Mende qui souhaite "épurer" son évêque. Ensuite Maurice David, connu sous le nom de Commandant "Thomas", arrange l'exfiltration secrète d'Auvity à l'Abbaye de Bonnecombe (Aveyron) en attendant que l’orage passe. Enfin, François de Menthon, fervent catholique et ministre de la Justice dans le Gouvernement provisoire de la République française, diligente une enquête et conclut textuellement qu'il est trop dangereux pour Auvity de retourner dans le diocèse de Mende: "Beaucoup de catholiques, écrit-il, pensent que Mgr Auvity a perdu toute autorité, et considèrent que son retour ne serait pas sans risque pour sa personne, pour la paix publique et la paix de l'Église". En conséquence, Auvity annonce son départ le 22 septembre 1944, et résigne son siège épiscopal le 28 octobre 1945. Il se retire alors à l'Abbaye Notre-Dame de Bonneval[réf. nécessaire] (dans le même département) dont il rédigera un historique. Il est alors nommé évêque titulaire in partibus de Dionysiana (de). Contrairement à l'usage, lors de son discours inaugural, Maurice Rousseau, son successeur au siège de Mende, ne prononça pas une seule fois le nom d'Auvity "pour ne pas rouvrir la cicatrice".
Auvity meurt en 1964 dans son village natal de Germigny-l'Exempt. À l'issue de ses obsèques présidées par Joseph-Charles Lefèbvre, archevêque de Bourges, son corps est transporté dans le caveau des évêques de la basilique-cathédrale de Mende, caveau qu'il avait lui-même fait restaurer[réf. nécessaire].
Pour l'historien Patrick Cabanel et surtout l'historienne Annie Lacroix-Riz, spécialiste de l'Église catholique sous l'Occupation, il ne fait aucun doute que François Auvity, loin de n'être qu'un collaborationniste passif obéissant seulement au pouvoir civil, adhérait positivement au nazisme. C'est en effet ce que confirment ses différentes prises de position, notamment à travers la Croix de la Lozère, en faveur du service du travail obligatoire, de la Milice française de Joseph Darnand, de la Waffen SS sur le front de l'Est, ou bien contre la diffusion de la lettre pastorale Et clamor Jerusalem ascendit de Jules Saliège exhortant les catholiques à un devoir d'humanité envers les Juifs, vu le sort "épouvantable" qui leur était réservé. Auvity s'opposa de même avec virulence à la Résistance, interdisant aux prêtres de son diocèse d'apporter au maquis "les secours de la religion", ce qui le conduisit à applaudir à la torture et à l'exécution des 27 prisonniers du Maquis Bir-Hakeim à l'instigation du préfet Dutruch et de la Gestapo contre le souhait du Hauptmann Lange de la Wehrmacht responsable de sa capture. Jusqu'à sa fermeture en 1942, Auvity n'a jamais élevé aucune protestation non plus contre les conditions d'internement inhumaines d'antifascistes, de Juifs ou d'"étrangers indésirables" au camp de Rieucros installé dans les dépendances de l'ancien séminaire de Mende.